# 東部豬鼻蛇
東部豬鼻蛇（學名：Heterodon platirhinos）是蛇亞目新蛇科異齒蛇亞科豬鼻蛇屬下的一個蛇種，主要分布於北美洲。目前尚未有任何亞種被確認。

## 特徵
成年的東部豬鼻蛇體長約有71公分長，而雌性則比雄性更為長大。此類蛇的最大特色是其鼻端位置微微朝上方崛起，用途是方便於在泥土間到處翻鑽，因其外表仿如豬鼻而得名。東部豬鼻蛇的身體顏色有極多變化，可以有紅色、綠色、橙色、棕色、灰色及黑色，又或以上述顏色為主的各種組合。牠們的體紋同樣變化多端，既有格紋式，又有斑點式，亦可以光滑而無半點花紋。腹部顏色則多為泥灰色、黃色或乳白色。東部豬鼻蛇是屬於後齒類蛇種，能分泌少量毒液，不過牠們的毒素對於人體傷害並不大，而且牠們亦不輕易對人類作出咬擊。
每當東部豬鼻蛇受到威脅時，牠們的頸部會因繃緊而變得扁平，而且會迅即把自己的頭部揚起，與眼鏡蛇有著一致的行為。不過牠們亦會向敵人發出嘶嘶聲，甚至裝出咬擊的姿態，但牠們並不會真的作出咬擊。如果這個自衛姿態並不能把對手嚇退的話，豬鼻蛇會把身子蜷起來，從嘴鼻位置釋出難聞的氣味，並讓自己的舌頭垂在嘴巴外面，以假死法來欺騙對手。

## 保育狀態
目前東部豬鼻蛇被世界自然保護聯盟瀕危物種紅色名錄列為「無危」（LC）級別。這主要因為牠們在所屬地區上有著廣泛的分布，為數亦不少，加上最近未發現有物種遽降或面臨危機的現象，蛇群的保育發展理想而穩定，所以歸入無危級別。

## 飼養
東部豬鼻蛇特別喜歡吃蟾蜍，其身體更有對抗蟾蜍毒素的免疫能力。另外，牠們也會進食其它兩棲動物，例如蛙類、蠑螈等。東部豬鼻蛇是一種常見的寵物蛇種，不過牠們的飲食習慣亦相當不容易處理。經過證明顯示，原來在進食齧齒目動物的時候，東部豬鼻蛇的肝臟是會出現問題的，這些問題甚至會影響牠們的壽命。在加拿大，東部豬鼻蛇是一種當地的瀕危物種，因此對牠們進行捕獵與及買賣是犯法的行為。
東部豬鼻蛇壽命大概有12年，牠們與一般的蛇類一樣以蛻皮的方式成長。雌性東部豬鼻蛇每次能生產10至30枚蛇卵，60日後蛇卵便會孵化，不過事後母蛇並不會照料幼蛇的生活。

## 備註
1. ↑  . ITIS. 2007  [14 September, 2007].
2. ↑  Wright AH、Wright AA：《Handbook of Snakes. 2 volumes》頁1105，Comstock Publishing Associates，1957年。ISBN 0-8014-0463-0
3. ↑  IUCN紅色名錄
4. ↑  .   [2008-05-30]. （原始内容存档于2006-11-16）.
5. ↑  .   [2021-12-25]. （原始内容存档于2003-08-19）.

## 外部連結
- （英文）TIGR爬蟲類資料庫：東部豬鼻蛇
- （英文）Herps of Texas：東部豬鼻蛇 （页面存档备份，存于）
- fcps.edu：東部豬鼻蛇
- herpnet.net：東部豬鼻蛇 （页面存档备份，存于）